# Olympische Sommerspiele 1968/Teilnehmer (Südvietnam)
| Gelbes Symbol für Goldmedaillen mit stilisierten Olympischen Ringen | Graues Symbol für Silbermedaillen mit stilisierten Olympischen Ringen | Braundes Symbol für Bronzemedaillen mit stilisierten Olympischen Ringen |
| ------------------------------------------------------------------- | --------------------------------------------------------------------- | ----------------------------------------------------------------------- |
| —                                                                   | —                                                                     | —                                                                       |

Südvietnam nahm an den Olympischen Sommerspielen 1968 in Mexiko-Stadt mit einer Delegation von neun Athleten (sieben Männer und zwei Frauen) an sieben Wettkämpfen in fünf Sportarten teil. Ein Medaillengewinn gelang keinem der Athleten.

## Teilnehmer nach Sportarten

### Fechten
Männer
- Nguyễn Thế Lộc
Säbel: in der 1. Runde ausgeschieden

### Leichtathletik
Männer
- Hồ Hạnh Phước
Zehnkampf: Wettkampf nicht beendet

### Radsport
- Bùi Văn Hoàng
Straßenrennen: Rennen nicht beendet

- Trương Kim Hùng
Straßenrennen: Rennen nicht beendet

### Schießen
- Vũ Văn Danh
Schnellfeuerpistole 25 m: 53. Platz

- Hồ Minh Thu
Freie Pistole 50 m: 43. Platz

- Dương Văn Dan
Freie Pistole 50 m: 57. Platz

### Schwimmen
Frauen
- Nguyễn Minh Tâm
100 m Freistil: im Vorlauf ausgeschieden

- Nguyễn Thị Mỹ Liên
100 m Rücken: im Vorlauf ausgeschieden